# Dmitri Jurjewitsch Sajustow
Dmitri Jurjewitsch Sajustow (russisch Дмитрий Юрьевич Саюстов; * 13. Februar 1988 in Tscheljabinsk, Russische SFSR) ist ein russischer Eishockeyspieler, der seit 2021 erneut bei Admiral Wladiwostok in der Kontinentalen Hockey-Liga unter Vertrag steht.

## Karriere
Dmitri Sajustow begann seine Karriere als Eishockeyspieler in der Nachwuchsabteilung des HK Metallurg Magnitogorsk, für dessen zweite Mannschaft er von 2004 bis 2007 in der drittklassigen Perwaja Liga aktiv war. Anschließend wechselte der Angreifer zu Torpedo Nischni Nowgorod, für dessen Profiteam er in den folgenden beiden Jahren – zunächst eine Spielzeit lang in der Superliga und anschließend eine in der neu gegründeten Kontinentalen Hockey-Liga – auflief. 
Im Sommer 2009 wechselte Sajustow innerhalb der KHL zum HK ZSKA Moskau. Nachdem er auch die Saison 2010/11 bei ZSKA begonnen hatte, schloss er sich im Laufe der Spielzeit dessen Ligarivalen HK Traktor Tscheljabinsk an. 
Weitere Karrierestationen waren Admiral Wladiwostok und Salawat Julajew Ufa, ehe er drei Jahre lang bei HK Sibir Nowosibirsk unter Vertrag stand. 2021 kehrte er zu Admiral zurück.

### International
Für Russland nahm Sajustow an der U20-Junioren-Weltmeisterschaft 2008 teil, bei der er mit seiner Mannschaft die Bronzemedaille gewann. Zu diesem Erfolg trug er mit einem Tor und drei Vorlagen in sieben Spielen bei. 

## Erfolge und Auszeichnungen
- 2008 Bronzemedaille bei der U20-Junioren-Weltmeisterschaft

## Statistik
(Stand: Ende der Saison 2010/11)